# Anadarko Petroleum
Anadarko Petroleum war ein US-amerikanisches Unternehmen mit Sitz in The Woodlands, Texas.
Anadarko Petroleum förderte und verkaufte Erdöl und Erdgas an seine Kunden. Das Unternehmen beschäftigte zuletzt rund 4.700 Mitarbeiter und erzielte 2018 einen Gesamtumsatz von über 13 Milliarden US-Dollar. Es wurde zuletzt von „Al“ R. A. Walker geleitet. Im Jahr 2019 ging Anadarko Petroleum in Occidental Petroleum auf.

## Geschichte
1959 wurde die „Anadarko Production Company“ als Tochter der Panhandle Eastern Pipe Line Company gegründet. Die Tochtergesellschaft erhielt alle Gasfelder der Mutter, die vor allem im Hugoton Basin lagen. Im Jahr 1965 wurde die Ambassador Oil Corporation übernommen und der Hauptsitz nach Fort Worth verlegt. In den 1980er Jahren kam es zu Gerichtsprozessen mit der algerischen Sonatrach als Anadarko sich weigerte, wie vertraglich vereinbart, algerisches Flüssigerdgas abzunehmen. Als Wiedergutmachung erhielt Sonatrach 300 Mio. $ von Panhandle. 1985 wurde Anadarko eigenständig. 2000 und 2001 folgen weitere Übernahmen (Union Pacific Resources und Berkley Petroleum Corporation).
2006 wurden die Unternehmen Western Gas Resources sowie die durch große Umweltvergehen in der Vergangenheit belastete Kerr-McGee erworben.
2015 wurde Anadarko wegen der durch die Tochter Kerr-McGee zwischen 1965 und 1975 begangenen Verschmutzungen mit Raketentreibstoff und radioaktiven Abfällen in einem Vergleich zur Zahlung von 5,15 Mrd. $ verurteilt. Eine versuchte Auslagerung der Verpflichtungen an die dadurch insolvent gegangene Tronox erklärte die US-Justiz für unrechtmäßig. In Brasilien war Anadarko eines der Unternehmen, die sich im Jahre 2015 bemühten, eine Konzession zur Erdgasförderung durch Hydraulic Fracturing im Amazonasbecken zu erhalten. Das Vorhaben rief heftigen Widerstand von Umweltschützern und den dort lebenden indianischen Völkern hervor.
Am 12. April 2019 gab Chevron Pläne bekannt, Anadarko Petroleum mit einem Barmittel- und Aktiengeschäft im Wert von 33 Milliarden US-Dollar zu erwerben. Occidental Petroleum gab daraufhin ein höheres Gegenangebot ab, dem das Management von Anadarko am 7. Mai 2019 zustimmte. Nachdem Chevron erklärte aus dem Bieterkampf auszusteigen wurde Anadarko schließlich von Occidental Petroleum übernommen. Die Übernahme im Wert von 55 Mrd. US-Dollar wurde zum 8. Dezember 2019 abgeschlossen.

## Umweltverschmutzung

### Ölpest im Golf von Mexiko 2010
Anadarko hielt 25 Prozent an der Bohrlizenz für das Macondo-Ölfeld, in dem sich 2010 eine der schwersten Ölkatastrophen im Golf von Mexiko ereignete. Nach einer ersten Forderung von 272 Millionen Dollar, die Anadarko wegen grober Fahrlässigkeit seitens des Partners BP zurückgewiesen hatte, kam es im Oktober 2011 zur Einigung: Anadarko zahlte 4 Milliarden Dollar an BP und trat des Weiteren seine Macondo-Beteiligung an BP ab, dafür übernahm BP alle weiteren Risiken der Schadensregulierung.

### Uran-Bergbau
Das 2006 von Anadarko übernommene Unternehmen Kerr-McGee hat in den USA über einen Zeitraum von 85 Jahren mehrere Betriebsgelände verseucht. Es wurden giftige Substanzen ins Grundwasser geleitet und man hat Uran in die Umwelt entweichen lassen. Das Unternehmen hatte versucht, Strafzahlungen zu umgehen, indem die beklagten Bereiche in ein separates Unternehmen (Tronox) ausgelagert wurden. Ein Richter entschied im Dezember 2013, dass diese Auslagerung Betrug ist. Die Ureinwohner vom Stamm der Navajo beklagen, dass Kerr-McGee Gebiete verseucht habe, die sie für religiöse Zeremonien und für die Jagd nutzen. Um Kinder davon abzuhalten, in verseuchtem Wasser zu baden, verteilten die Navajo extra ein Comic-Heft. Zu den Klägern gehörten neben dem Navajo-Reservat im Südwesten der USA die Bundesregierung und elf Bundesstaaten sowie auch Umweltschutzgruppen. Am 4. April 2014 gab die US-amerikanische Regierung bekannt, dass das Unternehmen der Zahlung einer Rekordstrafe von 5,15 Milliarden US-Dollar (3,76 Milliarden Euro) zugestimmt hat.

### Plutonium-Verarbeitung
Negativschlagzeilen geschrieben hatte das übernommene Unternehmen Kerr-McGee bereits durch eine Serie von Skandalen in der Plutonium-Aufbereitungsanlage Cimarron Fuel Fabrication Site, die durch die Gewerkschaftsaktivistin Karen Silkwood aufgedeckt wurden. Internationale Bekanntheit erhielt dieser Skandal 1983 durch die Verfilmung Silkwood mit Meryl Streep in der Hauptrolle.